# Гандоссо
Гандоссо (итал. Gandosso) — коммуна в Италии, располагается в регионе Ломбардия, в провинции Бергамо.
Население составляет 1460 человек (2008 г.), плотность населения составляет 469 чел./км². Занимает площадь 3 км². Почтовый индекс — 24060. Телефонный код — 035.
В коммуне 25 марта особо празднуется Благовещение Пресвятой Богородицы.

## Демография
Динамика населения:

## Администрация коммуны
- Официальный сайт: